# Кочич, Петар
Петар Кочич (серб. Петар Кочић; 29 июня 1877, Стричичи, Босния и Герцеговина, Австро-Венгрия (ныне регион Баня-Лука, Республики Сербской в составе Боснии и Герцеговины) — 27 августа 1916, Белград) — сербский и боснийский писатель, драматург, общественный деятель, новеллист и сатирик. Один из самых видных деятелей сербской литературы начала XX века.

## Биография
Изучал славистику в Венском университете. Преподавал в гимназии в Скопле. Жил в Сараево, в конце жизни — в Белграде.
Активный радикальный политик, выражал несогласие с австро-венгерской оккупацией родины, а затем аннексии Боснии и Герцеговины. Из-за своих радикальных взглядов дважды — в 1907 и 1909 — преследовался австро-венгерскими властями, подвергался арестам. В 1910 году был избран в боснийский парламент.
Похоронен на Новом кладбище в Белграде.

## Творчество

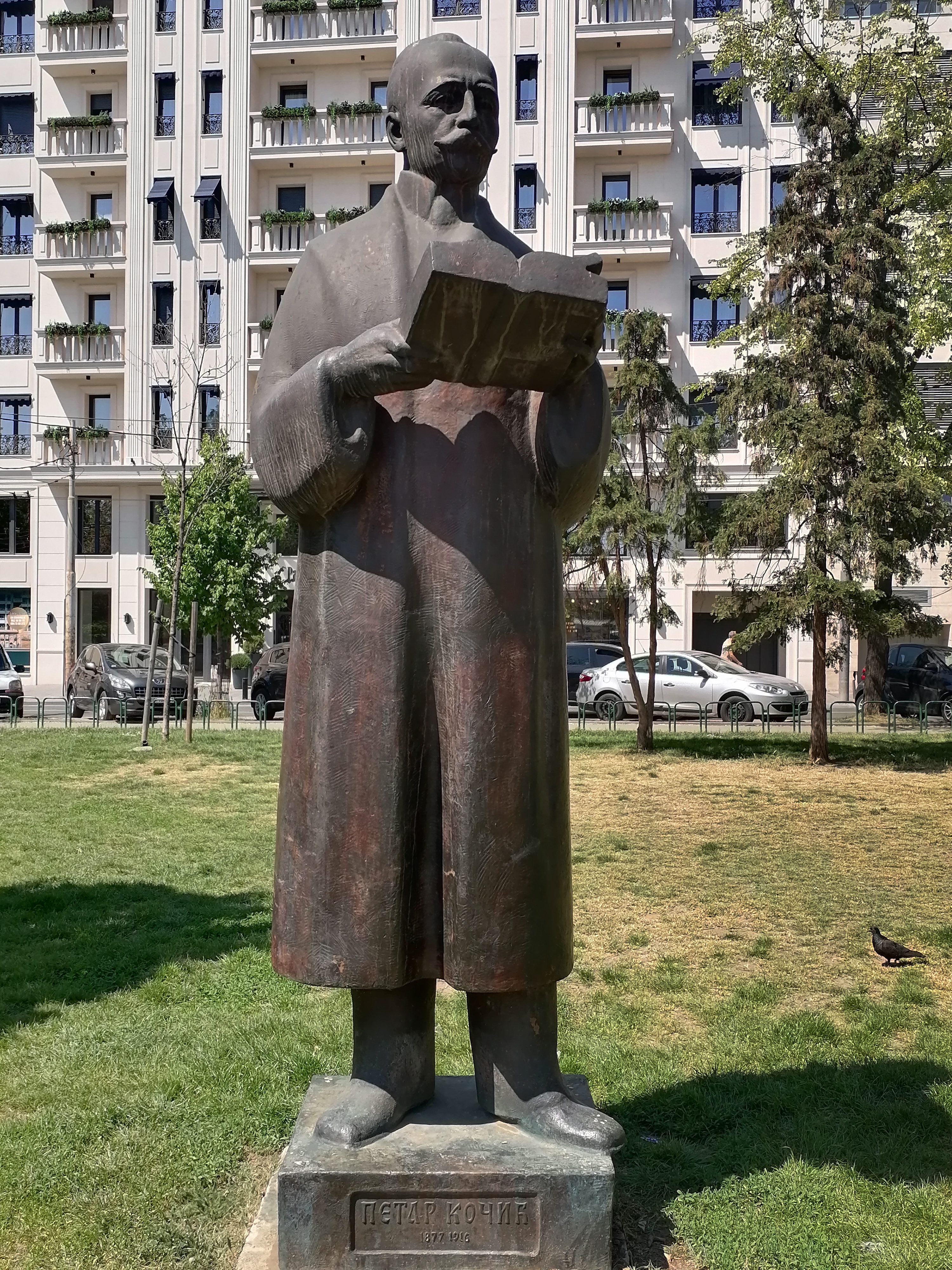
Памятник Петару Кочичу в Белграде

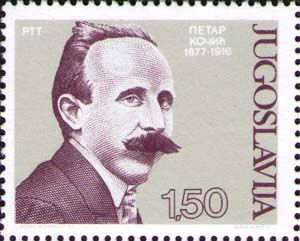
Марка Югославии. 1977 г.

В историю сербской литературы вошёл как выдающийся новеллист и сатирик (сборники рассказов «С гор и из предгорий», (1902—1905), «Стоны со Змияня», (1910), сатирическая пьеса «Барсук перед судом» (1904), сатирическая повесть «Судбище», 1912, и др. произведений).
Творчество П. Кочича посвящено трагической судьбе боснийского крестьянства, измученного турецком игом, феодальной эксплуатацией, террором австро-венгерских властей.
В своих прозаических и драматических произведениях передал жизнь и судьбы персонажей, а также красочные примеры народной речи, реалистично и с долей сатиры изображал негативных социальные последствия правления Австро-Венгерских властей.
Его самая важная работа сатирическая пьеса «Барсук перед судом» (1904) («Jazavac pred sudom»), долгое время оставалась на сцене и пользовалась большим успехом со зрителей.

## Признание

Миллион динаров. Республика Сербская. 1993

Жизнь и творчество Петара Кочича пользуются большим уважением на родине.
- В нескольких городах Сербии и Республики Сербской в составе Боснии и Герцеговины в его честь установлены памятники.
- Изображение писателя было помещено на всех банкнотах динара Республики Сербской выпуска 1993 г. и национальной валюте Боснии и Герцеговины — номиналом 100 конвертируемых марок 1998 г.
- Почта Югославии в 1977 г. выпустила марку, посвященную 100-летнему юбилею писателя
- Учреждены литературные премии «Кочићево перо» и «Кочићева књига».
- В период 1980—1999 годов Народная и университетская библиотека Республики Сербской носила имя Петара Кочича.

## Избранные произведения
- Сабрана дjeла, в 3 томах, 1967.